# 小行星9403
小行星9403（9403 Sanduleak），天文學臨時編號1994 UJ11，是一個位於小行星帶的小行星。於1994年10月31日由基特峰國家天文台的太空監視計畫發現，以美國天文學家尼可拉斯·桑度列克命名。